# Guldbaggegalan 2021
Guldbaggegalan 2021 var den 56:e upplagan av Guldbaggegalan. Galan hölls på Annexet i Stockholm och direktsändes den 25 januari 2021 på SVT1 och SVT Play. Programledare för galan var David Sundin och Amie Bramme Sey.
Till följd av coronapandemin ändrade Guldbaggegalan detta år sina regler. Det hade detta år ingen betydelse om filmerna haft biopremiär eller om de bara visats på en strömningstjänst. Dock skulle filmen ha recenserats av minst fem olika källor av femton möjliga och den skulle vara minst en timme lång.
Utdelningen av Guldbaggens publikpris pausades detta år till följd av coronapandemin.
Efter att ha delats ut 2015–2020 valde Filminstitutet detta år att ta bort kategorin Årets nykomling.

## Nominerade och vinnare
Nomineringarna tillkännagavs den 17 december 2020. Vinnarna anges i fetstil.
| Bästa film - Spring Uje spring – Anna-Klara Carlsten och Tomas Michaelsson - Charter – Lars G, Lindström och Eva Åkergren - Greta – Cecilia Nessen och Fredrik Heinig - Orca – Sofie Palage - Scheme Birds – Mario Adamson och Ruth Reid | Bästa regi - Amanda Kernell – Charter - Maria Bäck – Psykos i Stockholm - Nathan Grossman – Greta - Henrik Schyffert – Spring Uje spring                                                                 |
| Bästa kvinnliga huvudroll - Ane Dahl Torp – Charter - Irma von Platen – Inland - Josefin Neldén – Psykos i Stockholm - Josefine Stofkoper – Psykos i Stockholm                                                                           | Bästa manliga huvudroll - Uje Brandelius – Spring Uje spring - Adel Darwish – Ghabe - Rolf Lassgård – Min pappa Marianne - Johan Rheborg – Orca                                                          |
| Bästa kvinnliga biroll - Lena Endre – Min pappa Marianne - Marie Göranzon – Se upp för Jönssonligan - Eva Melander – Inland - Marianne Mörck – Nelly Rapp – Monsteragent                                                                 | Bästa manliga biroll - Ahmad Fadel – Ghabe - Sverrir Gudnason – Charter - Erik Johansson – Orca - Ville Virtanen – Den längsta dagen                                                                     |
| Bästa manus - Spring Uje spring – Uje Brandelius - Orca – Josephine Bornebusch och Gunnar A.K. Järvstad - Psykos i Stockholm – Maria Bäck - Charter – Amanda Kernell                                                                     | Bästa foto - Charter – Sophia Olsson - Samtidigt på jorden – Mathias Døcker och Jonathan Elsborg - Spring Uje spring – Frida Wendel                                                                      |
| Bästa klippning - Breaking Surface – Fredrik Morheden - Spring Uje spring – Adi Omanovic - Orca – Sarah Patient Nicastro | Bästa kostym - Nelly Rapp – Monsteragent – Kicki Ilander - Andra sidan – Daniela Krestelica - Se upp för Jönssonligan – Cilla Rörby                                                                      |
| Bästa ljud/ljuddesign - Andra sidan – Fredrik Lantz - The Average Color of the Universe – Jens Johansson - Se upp för Jönssonligan – Fredrik Jonsäter                                                                                    | Bästa mask/smink - Nelly Rapp – Monsteragent – Hanna Holm Löfgren, Eva von Bahr och Love Larson - Se upp för Jönssonligan – Sara Klänge - Andra sidan – Daniela Krestelica, Eva von Bahr och Love Larson |
| Bästa originalmusik - Only the Devil Lives Without Hope – Ola Kvernberg - Psykos i Stockholm – Lars Greve - Nelly Rapp – Monsteragent – Uno Helmersson                                                                                   | Bästa scenografi - Se upp för Jönssonligan – Linda Janson och Charlotte Alfredson - Charter – Sabine Hviid - Nelly Rapp – Monsteragent – Christian Olander                                               |
| Bästa visuella effekter - Breaking Surface – Jelmen Palsterman och Tony Kock - Se upp för Jönssonligan – Chimney VFX - Andra sidan – Oskar Mellander, Petter Bergmar, Håkan Ossiann, Anders Nyman och Per Nyman                          | Bästa dokumentärfilm - Greta – Nathan Grossman - Idomeni – David Aronowitsch - Scheme Birds – Ellen Fiske och Ellinor Hallin                                                                             |
| Bästa kortfilm - A Legacy of Horses – Annika Karlsson och Jessica Karlsson - Du gamla, du fria – Dawid Ullgren - Index – Nicolas Kolovos                                                                                                 | Bästa utländska film - Till min dotter – Waad Al-Kateab och Edward Watts - Babyteeth – Shannon Murphy - Mank – David Fincher                                                                             |
| Hedersguldbaggen - Sten Ljunggren | Gullspira - Jon Nohrstedt |

### Filmer med flera vinster
| Vinster | Film                      |
| ------- | ------------------------- |
| 3       | Spring Uje spring         |
| 3       | Charter                   |
| 2       | Nelly Rapp – Monsteragent |
| 2       | Breaking Surface          |

### Filmer med flera nomineringar
| Nomineringar | Film                      |
| ------------ | ------------------------- |
| 7            | Charter                   |
| 6            | Se upp för Jönssonligan   |
| 6            | Spring Uje spring         |
| 5            | Nelly Rapp – Monsteragent |
| 5            | Orca                      |
| 5            | Psykos i Stockholm        |
| 4            | Andra sidan               |
| 3            | Greta                     |